# Maria Pietilä Holmner
Maria Helena Pietilä Holmner (Umeå, 25 luglio 1986) è un'ex sciatrice alpina svedese.
Nelle liste FIS è registrata anche come Maria Pietilä-Holmner
È sorella maggiore di Johan, a sua volta sciatore alpino di alto livello.

## Biografia

### Stagioni 2002-2005
Specialista delle prove tecniche attiva in gare FIS dal novembre del 2001, la Pietilä Holmner ha esordito in Coppa Europa il 1º febbraio 2002 nello slalom speciale di Lenggries, classificandosi 27ª, e in Coppa del Mondo il 26 ottobre 2002 nello slalom gigante di Sölden, senza qualificarsi per la seconda manche.
Il 22 febbraio 2004 ha ottenuto a Åre in slalom gigante i suoi primi punti nel massimo circuito internazionale (15ª), mentre ai suoi primi Campionati mondiali, Bormio/Santa Caterina Valfurva 2005, è stata 16ª nello slalom gigante e 13ª nello slalom speciale. Il 28 febbraio successivo è salita per l'unica volta sul podio in Coppa Europa, nello slalom gigante del Passo del Tonale (2ª).

### Stagioni 2006-2010
Ha esordito ai Giochi olimpici invernali a Torino 2006, classificandosi 10ª nello slalom gigante e 21ª nello slalom speciale; ai successivi Mondiali juniores del Québec ha vinto la medaglia d'oro nello slalom speciale. L'anno dopo ai Mondiali di Åre ha vinto la medaglia d'argento nello slalom gigante ed è stata 11ª nello slalom speciale.
Il 15 novembre 2008, sulle nevi di Levi, ha conquistato il primo podio in Coppa del Mondo, piazzandosi al 2º posto in slalom speciale alle spalle della statunitense Lindsey Vonn. Nella stessa stagione ai Mondiali di Val-d'Isère è stata 8ª nello slalom gigante e non ha concluso lo slalom speciale, mentre ai XXI Giochi olimpici invernali di Vancouver 2010 si è classificata 24ª nello slalom gigante e 4ª nello slalom speciale.

### Stagioni 2011-2015
Il 28 novembre 2010 ha ottenuto la sua prima vittoria in Coppa del Mondo nello slalom speciale di Aspen; nella stessa stagione ha vinto due medaglie di bronzo iridate, nella gara a squadre e nello slalom speciale, ai Mondiali di Garmisch-Partenkirchen, dove è anche stata 22ª nello slalom gigante.
Nel 2013 ha vinto la medaglia d'argento nella gara a squadre ai Mondiali di Schladming, piazzandosi inoltre 18ª nello slalom gigante e 6ª nello slalom speciale; nel 2014 ha preso parte ai XXII Giochi olimpici invernali di Soči 2014, sua ultima presenza olimpica (6ª nello slalom gigante, non ha concluso lo slalom speciale) e ha ottenuto la sua ultima vittoria in Coppa del Mondo, il 13 dicembre a Åre in slalom speciale. Nel 2015 ai Mondiali di Vail/Beaver Creek, dove si è aggiudicata la medaglia di bronzo nella gara a squadre ed è stata 9ª nello slalom gigante e 14ª nello slalom speciale.

### Stagioni 2016-2018
Il 22 febbraio 2016 è salita per l'ultima volta sul podio in Coppa del Mondo, classificandosi 3ª nello slalom parallelo di Stoccolma; l'anno dopo ai Mondiali di Sankt Moritz 2017, suo congedo iridato, ha vinto la medaglia di bronzo nella gara a squadre e si è classificata 25ª nello slalom gigante e 14ª nello slalom speciale.
Si è ritirata in quello stesso anno: la sua ultima gara in Coppa del Mondo è stata lo slalom speciale di Aspen del 18 marzo (20ª) e la sua ultima gara in carriera è stata lo slalom gigante di Australia New Zealand Cup disputato a Coronet Peak il 29 agosto 2017, chiuso dalla Pietilä Holmner al 7º posto.

## Palmarès

### Mondiali
- 6 medaglie:
  - 2 argenti (slalom gigante a Åre 2007; gara a squadre a Schladming 2013)
  - 4 bronzi (slalom speciale, gara a squadre a Garmisch-Partenkirchen 2011; gara a squadre a Vail/Beaver Creek 2015; gara a squadre a Sankt Moritz 2017)

### Mondiali juniores
- 1 medaglia:
  - 1 oro (slalom speciale a Québec 2006)

### Coppa del Mondo
- Miglior piazzamento in classifica generale: 7ª nel 2014
- Vincitrice della classifica di slalom parallelo nel 2011
- 10 podi:
  - 3 vittorie (2 in slalom speciale, 1 in slalom parallelo)
  - 4 secondi posti
  - 3 terzi posti

#### Coppa del Mondo - vittorie
| Data             | Località          | Paese       | Specialità |
| ---------------- | ----------------- | ----------- | ---------- |
| 28 novembre 2010 | Aspen             | Stati Uniti | SL         |
| 2 gennaio 2011   | Monaco di Baviera | Germania    | PR         |
| 13 dicembre 2014 | Åre               | Svezia      | SL         |

Legenda:

SL = slalom speciale

PR = slalom parallelo

#### Coppa del Mondo - gare a squadre
- 4 podi:
  - 1 vittoria
  - 1 secondo posto
  - 2 terzi posti

### Coppa Europa
- Miglior piazzamento in classifica generale: 54ª nel 2004
- 1 podio:
  - 1 secondo posto

### Nor-Am Cup
- Miglior piazzamento in classifica generale: 37ª nel 2008
- 2 podi:
  - 2 terzi posti

### Australia New Zealand Cup
- Miglior piazzamento in classifica generale: 3ª nel 2018
- 5 podi:
  - 2 secondi posti
  - 3 terzi posti

### Campionati svedesi
- 20 medaglie[2][3]:
  - 9 ori (slalom gigante, slalom speciale, combinata nel 2004; slalom speciale, slalom parallelo nel 2006; slalom speciale, supercombinata nel 2009; slalom speciale nel 2011; slalom speciale nel 2016)
  - 7 argenti (supergigante, slalom gigante, slalom speciale nel 2008; supergigante nel 2009; slalom speciale nel 2010; slalom speciale nel 2014; slalom gigante nel 2017)
  - 4 bronzi (slalom gigante nel 2006; slalom gigante nel 2011; slalom speciale nel 2015)